# Medium (fysik)
 For alternative betydninger, se Medium. (Se også artikler, som begynder med Medium)
Et medium indenfor fysikken er et produkt, fx et medium kan være glas, vand etc. hvis man siger, at man sender lys igennem fra luft til vand, sender man lyset fra et medium til et andet medium.
| Fysik | Spire Denne artikel om fysik er en spire som bør udbygges. Du er velkommen til at hjælpe Wikipedia ved at udvide den. |